# 瑟德爾河
瑟德爾河（法語：Seudre，法語發音：[sødʁ]）是法國的河流，位於該國西南部，河道全長68.2公里，發源自桑通日地区圣热尼附近，流經圣安德烈德利东、索容和拉特朗布拉德，最終在马雷讷注入大西洋。

## 外部連結
- http://www.geoportail.fr （页面存档备份，存于）
- Sandre数据库中的瑟德爾河